# Kuwait
Pel que fa a la capital de l'estat, vegeu al-Kuwait.

Kuwait (àrab: الكويت, al-Kuwayt) és un estat de l'Àsia situat al fons del Golf Pèrsic. Per terra, fa frontera amb l'Iraq al nord, i l'Aràbia Saudita al sud. El subsol és ric en petroli, i el país és membre de l'OPEP. Políticament es tractava d'un emirat semihereditari que, si bé disposava d'una constitució i un parlament, aquest només era escollit tradicionalment per un 15% de la població (excloent-ne, entre d'altres, totes les dones i els soldats). La situació ha estat modificada el 2005, perquè s'ha permès el vot de les dones.

## Organització politicoadministrativa

Mapa de Kuwait.

Kuwait està dividida en 6 províncies (en àrab: muhafadhat, en singular muhàfadha). El govern kuwaitià prefereix el nom de governacions al de províncies.
- Ciutat de Kuwait (Al-'Asimah)
- Ahmadi (Al-Ahmadi)
- Farwaniya (Al-Farwaniya)
- Hawalli (Ħawallī)
- Mubàrak el Gran (Mubarak al-Kabir)
- Yahra (Al-Jahra')

Les majors ciutats són la capital (ciutat de Kuwait) i Yahra (a uns 30 minuts amb cotxe al nord-oest de la capital). Les principals àrees residencials i administratives són Salmiya i Hawalli. La principal àrea industrial és Shuwaikh, que es troba dins de la província d'Al Asimah.

## Geografia

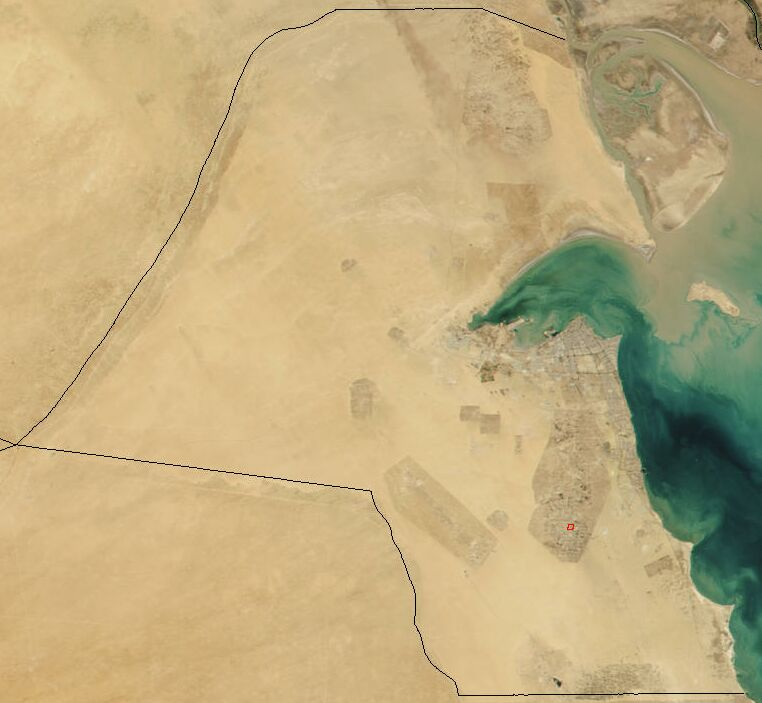
Kuwait des de l'espai.

Kuwait consisteix principalment en deserts, amb petites diferències d'altitud. És l'únic país del món sense llacs o reserves d'aigua naturals.
Posseeix nou illes, sent la major Bubiyan, que està unida al continent per un pont de formigó. Després de l'alliberament, el 1991, l'illa es va convertir en una base militar i actualment no es permet l'entrada de civils. Les illes són Auhah, Bubiyan, Failaka, Kubbar, Miskan, Qaruh, Umm al Maradim, Umm an Namil i Warbah.

## Clima
El clima és continental variable. Els estius (d'abril a octubre) són extremadament calents i secs, amb temperatures superiors als 51 °C a la ciutat de Kuwait. Els hiverns (de novembre a febrer) són frescos, amb precipitacions escasses i temperatures per sota dels 21 °C. La primavera és fresca i agradable.

## Ecologia
Dins el bioma de desert que ocupa tot el territori de Kuwait, WWF distingeix dos ecoregions: el desert i muntanya xeròfila d'Aràbia i del Sinaí a l'extrem oest, i el desert i semidesert del Golf Pèrsic a tota la resta del país.

## Economia

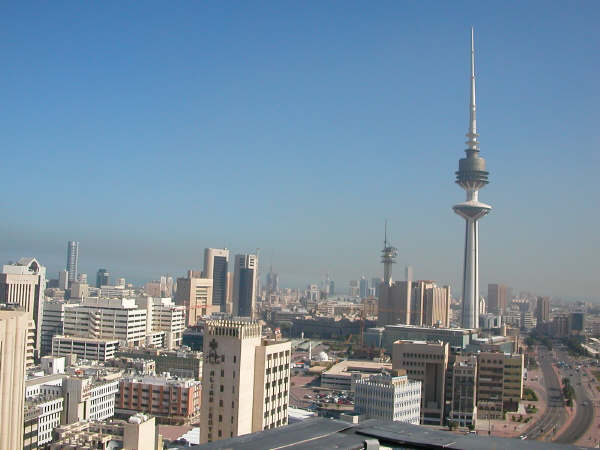
La ciutat de Kuwait és un dels centres financers i de negoci més actius de l'Orient Mitjà.

Kuwait és una economia petita, rica i relativament oberta, amb reserves de petroli segures de 94 mil milions de barrils (15 km³) - 10% de les reserves mundials. El petroli representa gairebé la meitat del PIB, el 90% de les exportacions i el 75% dels ingressos del govern. No obstant això, el 1990 el país va guanyar més diners de les inversions estrangeres que de l'exportació de petroli.
Les despeses generades per la Guerra del Golf i la reconstrucció de la postguerra van ser una càrrega econòmica important per al país. No obstant això, cap a mitjans dels anys 1990 Kuwait havia recuperat la seva prosperitat.
Els preus del petroli han produït un superàvit d'1,7 milers de milions de € (2 mil milions de $) per a l'any fiscal 99/00. L'any fiscal 00/01 només va tenir 9 mesos per una modificació en l'any fiscal. El pressupost per a l'any fiscal 01/02 preveia majors despeses en salaris, construcció i altres categories. El PNB el 2003 era de 4,6 milers de milions de € (41.7 milers de milions de $), amb un PNB per capita de 14.166 € (17.420 $).
la Kuwait Petroleum Corporation (KPC) és la companyia nacional encarregada de tot el concernent amb la producció de cru, gas i productes refinats.
La força laboral és d'1.073.115 persones, de les quals només una quarta part són ciutadans kuwaitians.
El clima limita el desenvolupament de l'agricultura. Com a conseqüència, amb l'excepció del peix, depèn completament de les importacions per al menjar. El 75% de l'aigua ha de ser destil·lada o importada.
El Banc Central de Kuwait a la capital, emet el dinar kuwaitià, la moneda local. El dinar té una equivalència de 1.00000 KWD per 2.60678 EUR i 3.58616 USD, el que la converteix en la moneda de curs més alta del món.

## Demografia
Al voltant del 80% de la població kuwaitiana és àrab, els kuwaitians àrabs inclouen un gran nombre d'egipcis i també a àrabs sense Estat anomenats Bidó (paraula àrab que significa diferent de beduí). Molts àrabs dels estats contigus van emigrar a Kuwait a partir de la prosperitat que el petroli va portar al país a la dècada de 1940. No obstant això, després de l'ocupació iraquiana el govern va haver de fer grans esforços per reduir el nombre de població expatriada. Altres grans grups d'immigrants inclouen a indis, bengalís, pakistanesos i filipins. Kuwait va tenir anteriorment una gran població palestina. La major part d'aquests van ser forçats a sortir del país després del suport del líder de l'OAP, Iàsser Arafat, a l'Iraq durant l'ocupació de Kuwait per part del règim de Saddam Hussein.
La llengua oficial és l'àrab encara que l'anglès és generalment entès. Alguns immigrants també parlen les seves pròpies llengües locals. Prop del 85% de la població de Kuwait és musulmana. D'entre els musulmans kuwaitians s'estima que entre el 70% i el 75% dels mateixos són sunnites i que al voltant del 25% a 30% són xiïtes. Una gran part del xiisme kuwaitià es deu a la proximitat de Kuwait amb l'Iran i l'Iraq. Molt pocs kuwaitians són cristians.
El grau d'alfabetització de Kuwait és el més elevat d'entre els països àrabs. Això es deu a l'amplíssim suport governamental al sistema educatiu. L'escola pública, incloent-hi la Universitat de Kuwait, és gratuïta però els estudiants estrangers tenen restringit el seu accés a aquestes. El govern envia a estudiants qualificats a l'estranger per aconseguir títols que no s'imparteixen a la Universitat de Kuwait, exemple d'això són els aproximadament 1.000 kuwaitians que estudien als Estats Units.
Població: 2.335.648 (juliol de 2005)

## Història
La història de Kuwait va començar al segle xviii. El 1756 es va lliurar el govern de Kuwait a la dinastia Al Sabah, que des del 1716 habitaven el lloc, encara que romandria sota sobirania otomana. Quan els otomans van tractar al segle xix d'enfortir la seva sobirania, Kuwait va buscar la protecció de l'Imperi Britànic i es va deslligar de l'Imperi Otomà. Des del 1919 es van produir moltes incursions dels wahhabites saudites contra Kuwait. El 1940 l'Aràbia Saudita va reconèixer per primera vegada a Kuwait. El 1939 el xeic Ahmad Al Jaber Al Sabah (1921-1950) va emprar per primera vegada el títol d'emir.
A partir del 1938 es van descobrir grans pous petrolífers, i després de la Segona Guerra Mundial va passar a ser un dels majors productors de petroli del Golf Pèrsic. Amb els grans beneficis obtinguts es va finançar la modernització del país i es va establir un estat de benestar social. El 1960 es va associar al costat de l'Iran, l'Iraq, l'Aràbia Saudita i Veneçuela per formar l'OPEP. El 1961, sota el comandament del xeic Al Salim Al Sabbah (1950-1965) Kuwait es va independitzar.
Encara que l'Iraq va reconèixer la seva independència el 1963, en els anys següents Kuwait va ser objecte de reivindicacions territorials per la seva part. El 1973 l'Iraq es va annexionar àrees frontereres que els britànics havien lliurat el 1915 a Kuwait. El 1981 Kuwait va ser un dels països fundadors del Consell de Cooperació per als Estats Àrabs del Golf Pèrsic. Durant la Primera Guerra del Golf entre l'Iran i l'Iraq (1980-1988), Kuwait va assistir financerament a l'Iraq. No obstant això, des del 1987 es van intensificar les tensions entre els dos països.

### Història precolonial
A l'illa de Faylaka s'han trobar restes de poblament de vers el 1500 aC. El rei sassànida Sapor I va fer construir una rasa entre Hit (a l'Eufrates) i la costa nord de la badia de Kuwait, per protegir la zona del Sawad dels atacs àrabs. A la rodalia de la moderna al-Kuwait un exèrcit àrab manat per Khalid ibn al-Walid va derrotar els perses el 633.
Poca cosa més es coneix de la història local abans del segle xviii quan van pujar al poder els Al Sabah vers 1752. Els àrabs de la tribu Utub (suposadament part de la confederació dels Anaza) van emigrar a la zona al final del segle xvii. La tradició local diu que els tres clans dirigents d'aquestos emigrants, els Al Sabah, els Al Khalifa i els Al Djalahima havien estat expulsats pels otomans dels seus establiments prop d'Umm Kasr, en revenja als seus actes de pirateria. Al segle següent els Al Sabah van agafar localment una posició hegemònica i els Al Khalifa van marxar de la regió (vers 1766) i van emigrar a Zubara a Qatar, fins que finalment es van imposar a Bahrein. El Al Djalahima van abandonar Kuwait pocs anys després dels Al Khalifa i es van establir també a Qatar.
El 1758 va visitar Kuwait el francès E. Ives, que esmenta la població de Grane, però no dona el nom del xeic. Niebuhr diu que la vila tenia una població d'unes deu mil persones a l'hivern i de tres mil a l'estiu, i que al port hi havia 800 vaixells; els habitants es dedicaven a la recollida de perles i a la pesca. El 1776 el xa Karim Khan Zand va ocupar Bàssora durant tres anys, i durant aquestos el port de Kuwait va substituir a Bàssora com a port per la Companyia Britànica de les Índies Orientals i allí arribaren les caravanes que venien d'Alep per anar al Golf. El 1770 Capper (que no la va visitar) l'esmenta com Graine i diu que el xeic local era amic dels britànics. El 1793 la Companyia Britànica de les Índies Orientals i l'Imperi Otomà van tenir un conflicte i la primera va tornar a utilitzar el port de Kuwait i l'agència de Bàssora fou tancada, però el 1795 es va restablir. En aquestos anys el territori fou exposat a incursions wahhabites.
L'eclipsi dels wahhabites després de la conquesta del Nedjd i al-Hasa per Muhàmmad Alí Paixà va eliminar temporalment l'amenaça per Kuwait. El 1831 Stocqueler estimava la població en quatre mil habitants. El 1836 un oficial britànic de visita a Kuwait i va trobar oficials egipcis. Per por que el port fos utilitzat pels egipcis els britànics van fer prospeccions a l'illa Faylaka amb la perspectiva de ser utilitzada com a base naval (1839) però fou descartada. També es va fer una prospecció al port de Kuwait el 1840 però la retirada egípcia va fer disminuir l'interès britànic. Les treves imposades en altres llocs no fou introduït a Kuwait, ja que aquest territori no estava implicat en cap cas greu de pirateria i el comerç d'esclaus era legal a l'Imperi Otomà.
Des de meitat del segle hi havia un projecte de línia fèrria de la Mediterrània al Golf, però amb l'obertura del Canal de Suez en 1869 aquest projecte fou més tard abandonat. El 1862-1863 Palgrave diu que el lloc era pròsper i ben governat, i el comerç actiu i diu que era el port natural del comerç del Djebel Shammar. Guarmani el 1864 diu que nombrosos cavalls eren exportats cap a l'Índia, via Kuwait. Abd Allāh II va aproximar-se a l'Imperi Otomà però no va posar el territori sota la seva sobirania, i el port de Kuwait va servir de base pels vaixells (generalment kuwaitians) que van transportar tropes otomanes cap a al-Ahsa.
El 17 de maig de 1896 el xeic Muhammad ibn Sabah fou assassinat i el va succeir el seu germanastre Mubarak al-Lahab ibn Sabah Al Sabah "el Gran". Aquest era sospitós d'haver participat en la mort de Muhammad i van esclatar divergències familiars greus. Per consolidar el seu poder Mubarak va intentar aconseguir el suport dels otomans i dels britànics. Inicialment els britànics no es van interessar a la proposta del xeic però llavors un home de negocis rus, el comte Kapnist, va demanar la concessió d'una via fèrria de la Mediterrània fins a Kuwait (o més correctament des de Kuwait a la Mediterrània) i el gener de 1899 els britànics van signar un acord amb el xeic que els donava el control dels afers exteriors de Kuwait. El 1900 foren enginyers alemanys els que van visitar Kuwait per una possible extensió de la línia fèrria Berlín-Bagdad, i el xeic es va oposar a aquest projecte que considerava que augmentava la influència otomana al país.
En la lluita entre els Al Saud i els Al Rashid (o Banu Rashid), Abd al-Rahman ibn Faysal Al Saud i el seu fill Abd al-Aziz es van haver de refugiar temporalment a Kuwait, i una expedició saudita que va sortir de l'emirat fou derrotada per les forces d'Abd al-Azis ibn Rashid prop d'Hail el març del 1901. Posteriorment els saudites van recuperar Ryadh i la pèrdua de poder dels Al Rashid va retornar la tranquil·litat a l'emirat, però Mubarak temia als saudites que pel seu gust havien esdevingut massa poderosos.

### Protectorat britànic
El 1913 els saudites sota Abd al-Aziz ibn Abd al-Rahman Al Saud, es van apoderar d'al-Ahsa expulsant als otomans i Kuwait va quedar rodejat a l'oest i al sud de territori saudita. El 29 de juliol de 1913 britànics i otomans van signar una convenció sobre els seus interessos al Golf i l'article I reconeixia a Kuwait com un kada (districte d'una província) autònom de l'Imperi, fixant les fronteres continentals del territori. Però la primera Guerra Mundial va impedir la ratificació de l'acord i des del seu inici el govern britànic va buscar el suport del xeic contra els otomans, i el territori fou reconegut com a estat independent sota protecció de la Gran Bretanya (3 de novembre de 1914). El novembre de 1915 els britànics van signar a al-Ukayr un tractat amb els saudites que implicava la garantia que Kuwait no seria atacat. El 29 de novembre de 1915, pocs dies després del tractat, va morir Mubarak. La successió va causar noves disputes familiars. El fill gran del difunt, Jabir II Al Mubarak Al Sabah va ser proclamar xeic però va morir el 5 de febrer de 1917 i el va succeir el seu germà putatiu Salim Al Mubarak Al Sabah; aquest fou prou imprudent per autoritzar als otomans la utilització del port de Kuwait per transportar aprovisionaments per l'exèrcit turc; el febrer de 1918 la marina britànica va bloquejar el port i el bloqueig no fou aixecat fins al novembre de 1918 quan van cessar les hostilitats.

### Conflicte fronterer amb el Nedjd (1920)
L'emir Salim ibn Mubarak Al Sabah es queixava de la creació d'una hidjra (vegeu al-Ikhwan) de la tribu dels Mutayr a Karya al-Ulya que considerava territori seu, i Ibn Saud al·legava que l'emir estenia massa cap al sud la seva jurisdicció. Salim va enviar un contingent a la zona en disputa que fou derrotat pels ikhwan dirigits per Faysal ibn Sultan al-Dawish a Hamd, prop de Karya al-Ulya. Per por d'una invasió kuwaitiana es va construir un mur a l'entorn d'al-Kuwait; a l'octubre al-Dawish va atacar l'oasi veí d'al-Djahra en mans de Salim i que fou defensat amb energia pels kuwaitians fins que van rebutjar als atacants. La Gran Bretanya com a protectora de Kuwait va enviar dos vaixells i dos avions. Els ikhwan no es van acovardir i van avançar fins al-Zubayr a l'Iraq, provocant la intervenció britànica. Es van obrir negociacions que per Kuwait va portar el príncep hereu Ahamd Al Jabir Al Sabah (fill de Jabir II), que estava en bones relacions amb els saudites. Després van seguir altres incursions dels ikhwans fins a la repressió del moviment el 1930 per Abd al-Aziz Al Saud, contra l'autoritat del qual s'havien revoltat.
El 27 de febrer de 1921 va morir el xeic Salim i el va succeir Ahmad Al Jabir Al Sabah que va intentar millorar les relacions amb els saudites amb bons resultats. El 2 de desembre del 1922 es va signar un tractat a al-Ukayr que fixava les fronteres entre els dos estats i s'establia la zona neutral al sud de Kuwait. El nou territori de Kuwait era més reduït que el que li assignava el tractat otomano-britànic de 1913 i Ahmad va considerar que no havia estat ben defensat pels britànics. Per aquesta causa, com a revenja, el xeic va refusar concedir la concessió d'explotació petroliera única a la Anglo-Persan Oil Company i va insistir en la participació a més a més d'una companyia americana. El 1923 la Gran Bretanya, que tenia el mandat sobre l'Iraq des de 1920, va reconèixer com a frontera amb Kuwait la que s'havia establert al tractat de 1913 que incluia l'illa Bubiyan, la de Warba, i sis altres més petites

### Independència
Ahmad va morir el 29 de gener de 1950 i el va succeir Abdullah III Al Salim Al Sabah (fill de Salim). El 19 de juny de 1961 Kuwait accedia a la plena independència. Immediatament (25 de juny) Iraq va reclamar la sobirania sobre el país, al·legant que els kada de l'Imperi Otomà eren part dels vilayats, i que per tant era part de l'Iraq. El xeic va demanar assistència militar a la Gran Bretanya, que va dur a terme la Operació Vantage. El litigi fou sotmès a l'ONU i el 20 de juliol Kuwait fou admès a la Lliga Àrab que va resoldre preservar la independència del país. El 1962 es va promulgar una nova constitució i el gener de 1963 van tenir lloc les primeres eleccions (sense partits) a una assemblea legislativa de 50 membres. El 1963 va ingressar a l'ONU. El 7 de juliol de 1965, en un nou tractat fronterer amb l'Aràbia Saudita, la zona neutral fou repartida entre els dos estats. Durant els anys setanta la Kuwait Oil Company fou nacionalitzada acabant el repartiment amb la Gulf Oil i la British Petroleum. Dificultats polítiques internes van provocar la suspensió de la constitució el 1977. El 1982 va tenir dificultats econòmiques a causa de la baixada del preu del barril de petroli però els preus baixos no van durar molt de temps i Kuwait va incrementar la seva producció per compensar la baixada de l'Iraq i l'Iran degut a la guerra que lliuraven aquestos països des de 1980. Una sèrie d'explosions de bombes va tenir lloc el 1983 matant cinc persones; se'n va fer responsable el grup xiïta del Partit Dawa (iraquià però aliat a l'Iran) en revenja pel suport financer kuwaitià a l'Iraq en la guerra entre aquest país i l'Iran.

### Conquesta iraquiana

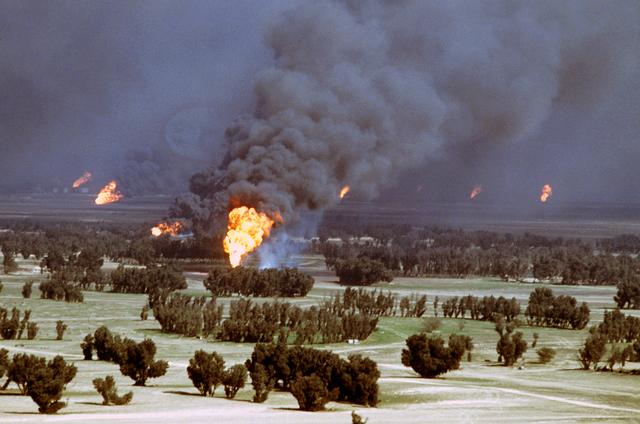
Pous petrolífers cremats per l'Iraq durant la Guerra del Golf- 2 de març de 1991.

Les reivindicacions iraquianes no havien estat mai renunciades. Després del seu fracàs en la guerra Iran-Iraq, el règim de Saddam Hussein necessitava una victòria per desviar l'atenció del país i recuperar-se econòmicament, i va decidir ocupar Kuwait. Després d'unes setmanes de tensió pel que se suposava ser un conflicte d'interessos petroliers i financers, i sota cobertura d'un cop d'estat (efectivament uns pocs kuwaitians hi van prendre part), els iraquians van envair el país i es va instaurar una nova administració republicana que al cap de sis dies va proclamar l'annexió a l'Iraq com a governació de Kadhima mentre l'emir fugia del país. Això va donar origen a la Guerra del Golf en la que un milió de soldats de la Coalició, el desplegament militar més important des de la Segona Guerra Mundial van lluitar contra el mig milió de soldats iraquians i milers de tancs i avions de combat. Les tropes iraquianes es van rendir el 28 de febrer de 1991 i en la seva retirada, van incendiar i deixar inutilitzats centenars de pous de petroli, suposant una gran pèrdua econòmica i greus conseqüències mediambientals. El 20 de març de 1991 Iraq va renunciar formalment a qualsevol futura reclamació. L'emir fou restaurat i el país recuperà la independència.

### Modificacions legislatives (2005)
A partir de l'any 2005, i com a última de les lleis que va dictar Jaber Al-Ahmad Al-Sabah abans de morir, les dones van aconseguir també el seu dret al vot, que van poder exercir el 17 de maig de l'any 2008 per primera vegada, si bé no van aconseguir representació a les cambres fins al 2009, en no aconseguir-ho ni el 2006 ni el 2008.

## Cultura

### Hospitalitat
La cultura de Kuwait, igual que moltes altres cultures àrabs, donen molta importància a l'hospitalitat.
La salutació: els kuwaitians tradicionalment se saluden donant-se la mà i besant-se a les galtes. Tradicionalment els homes i les dones no intercanvien més que unes paraules i potser es donin la mà com a salutació per respectar la privacitat de la dona. No obstant això, és comú que dones i homes es facin un petó a la galta si estan emparentats. També és costum en la salutació fer llargues sèries de preguntes sobre la salut, la dels parents, els seus treballs, etc.
Te i cafè: l'hospitalitat és mostrada sovint per l'oferiment de te i cafè. És estrany que l'hoste que entra una casa, oficina o fins i tot en algunes botigues, no li sigui ofert te o cafè. Els beduïns kuwaitians tenen per costum interpretar com un insult que l'hoste rebutgi l'oferiment.
Menjar: el menjar té un paper important en la cultura kuwaitiana. El menjar tradicional de Kuwait és coneguda com a Machboos i consisteix en xai, pollastre o peix a sobre o barrejat amb una gran quantitat d'arròs cuit preparat, similar al biryani indi. Salses amb curri en pols i petits plats addicionals complementen el plat principal. Tradicionalment es menja amb les mans, encara que actualment molts prefereixen menjar-los amb coberts occidentals. Habitualment el menjar és preparat i servit en grans quantitats i és molt habitual convidar a comensals per compartir el menjar.

### Diwaniah
El diwaniah és una institució exclusiva de la cultura de Kuwait, que no es coneix en altres països del Golf Pèrsic. Els diwaniah són reunions d'homes que normalment tenen lloc a la tarda, una, dues, tres vegades per setmana o fins i tot cada dia. Habitualment, els homes es reuneixen en butaques confortables i discuteixen qualsevol tema, tant polític, social, econòmic, local o internacional, sense por de ser perseguits. Els diwanahs es poden considerar com un símbol i prova del tarannà democràtic i la llibertat d'expressió del país. Normalment l'hoste serveix te o algun refrigeri. Alguns comerciants i membres del parlament anuncien els seus diwaniah als diaris perquè membres del públic puguin visitar-los.
Les dones de vegades també tenen els seus diwaniah, encara que no són tan estesos i no es barregen amb els Diwaniah d'homes.

### Música

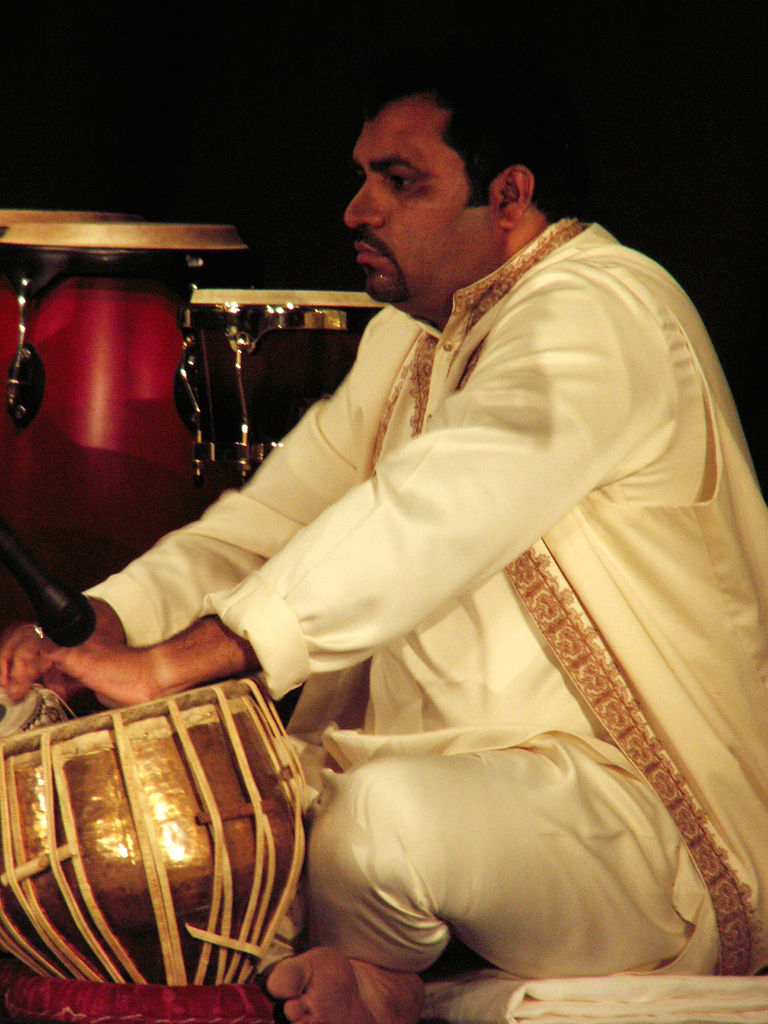
Músic tocant la taula al VIII Festival Internacional de Música de Kuwait.

La tradició musical de Kuwait va estar ben documentada fins a la Guerra del Golf, quan l'exèrcit de l'Iraq va destruir l'arxiu. No obstant això, Kuwait ha mantingut una indústria musical activa, tant abans com després de la invasió. La música reflecteix les diverses influències de la cultura kuwaitiana en general, incloent-hi música de l'Àfrica oriental i de l'Índia.
Kuwait és, al costat de Bahrein, al centre del Sawt, un tipus de música popular amb aires de blues. Va ser popularitzada en els anys 1970 per Shadi al Khaleej (el Cant d'ocell del Golf). Nabil Shaeil i Abdullah El Rowaished són els artistes de Sawt més populars en l'actualitat. Tots dos inclouen influències de la música techno i del pop europeu.
Altres grups populars inclouen a Al-Budoor Band.

#### Música i ball tradicional
La música tradicional kuwaitiana és realitzada principalment per dones en privat, amb algunes bandes de música exclusivament de dones fent concerts en celebracions públiques. Instruments de percussió simples, com petits tambors (mirwas) i palmes són els únics instruments utilitzats habitualment. Cançons de noces inclouen els al-Fann, durant les quals també es balla individualment l'al-Khamary i també l'al-Sameri.
La cançó de mariners A queme Al Bahariya és àmpliament coneguda a Kuwait, tal com ho són les cançons del tipus al-Nahma que acompanyaven les tasques de navegació.
Els mawled són recitacions de seccions de la biografia de Mahoma, cantades en festes religioses
Els beduïns són coneguts per l'ús d'un instrument anomenat rubabah, encara que també empren l'oud, el tanbarah (instrument de corda) i l'habban (gaita).
L'al-Fareesa era una dansa realitzada per dones disfressades d'homes en determinades festes nacionals i religioses. La dansa es realitza com una batalla entre un cavaller i dos atacants. Altres balls tradicionals inclouen una dansa de sabres anomenada ardah (acompanyada de tambors i panderetes) i les danses de dones anomenades khamari, tanboura, fraisah, zifan i samiri.

## Llista de xeics i emirs
- Sheikh Abu Abd Allah Sabah I ibn Jabir Al Sabah 1752 - 1758
- Sheikh Abdullah I ibn Sabah Al Sabah 1758 - 1814
- Sheikh Jabir I ibn Abdullah Al Sabah 1814 - 1859
- Sheikh Sabah II ibn Jabir Al Sabah 1859 - 1866
- Sheikh Abdullah II ibn Sabah Al Sabah 1866 - 1892
- Sheikh Mubarak al-Lahab ibn Sabah Al Sabah 1892 - 1896
- Sheikh Mubarak al-Lahab ibn Sabah Al Sabah "el Gran" 1896 - 1915
- Sheikh Jabir II Al Mubarak Al Sabah 1915 - 1917
- Sheikh Salim Al Mubarak Al Sabah 1917 - 1921
- Sheikh Ahmad Al Jabir Al Sabah 1921 - 1950
- Sheikh Abdullah III Al Salim Al Sabah 1950 - 1965(19 de juny de 1961, independent, agafa el títol d'emir)
- Sheikh Sabah III Al Salim Al Sabah 1965 - 1977
- Jabir Al-Ahmad Al-Sabah 1977 - 1990 (exiliat a Taif del 2 d'agost de 1990 al 14 de març de 1991)
- Alaa Hussein Ali Al Khafaji Al Jaber (president provisional de la república) 2 d'agost a 8 d'agost de 1990 
  - Ali Hassan al-Majid (conegut com a Ali el Químic), governador iraquià, 8 d'agost de 1990 a novembre de 1990
  - Aziz Salih Numan, governador iraquià, Novembre de 1990- 26 de febrer de 1991
- Jabir Al-Ahmad Al-Sabah 1991-2006 (segona vegada)
  - Sheikh Saad Al Abdullah Al Salim Al Sabah, regent, 2001 - 2002
- Sheikh Saad Al Abdullah Al Salim Al Sabah 15 de gener a 24 de gener de 2006
- Sheikh Sabah Al Ahmad Al Jabir Al Sabah 2006 -

### Primers ministres
- Sheikh Jabir Al Ahmad Al Jabir Al Sabah 1962 - 1963
- Sheikh Sabah Al Salim Al Sabah 1963 - 1965
- Sheikh Jabir Al Ahmad Al Jabir Al Sabah 1965 - 1978 (segona vegada)
- Sheikh Saad Al Abdullah Al Salim Al Sabah 1978 - 1991 (exiliat a Taif 1990-1991)
- Alaa Hussein Ali, 2 a 8 d'agost de 1990
- Ocupació iraquiana 1990-1991
- Sheikh Saad Al Abdullah Al Salim Al Sabah 1991 - 2003
- Sheikh Sabah Al Ahmad Al Jabir Al Sabah 2003 - 2006
- Sheikh Nasser Al-Mohammed Al-Sabah 2006 - 2011[6]
- Sheikh Nasser Sabah Al-Ahmad Al-Sabah 2011-2019
- Sheikh Sabah Al-Khalid Al-Sabah 2019-2022

### Agents britànics

#### Agent Natiu
- Haji Ali bin Mulla Ghulam Bisa 1899 - 1904

#### Agents polítics subordinats al resident al Golf Pèrsic
- Stuart George Knox 1904 - 1906
- Daud ar-Rahman (interí) maig a octubre de 1906
- Stuart George Knox (segona vegada) 1906 - 1909
- William Henry Irvine Shakespear 1909 - 1915
- William George Grey 1915 - 1916
- Robert Edward Archibald Hamilton 1916 - 1918
- Percy Gordon Loch 1918
- Daniel Vincent MacCollum 1918 - 1920
- James Carmichale More 1920 - 1930
- Harold Richard Patrick Dickson 1930 - 1936
- Gerald Simpson de Gaury 1936 - 1939
- Arnold Crawshaw Galloway 1939 - 1941
- Harold Richard Patrick Dickson (segona vegada) 1941
- Tom Hickinbotham 1941 - 1943
- Cornelius James Pelly 1943 - 1944
- Gordon Noel Jackson 1944 - 1945
- Maurice Patrick O'Connor Tandy 1945 - 1946
- Arnold Crawshaw Galloway (segona vegada) 1946 - 1947
- Herbert George Jakins 1947 - 1951
- Cornelius James Pelly (segona vegada) 1951 - 1955
- Gawain Westray Bell 1955 - 1957
- Aubrey Seymour Halford-MacLeod 1957 - 1959
- John Christopher Blake Richmond 1959 - 1961